# Chiesa di San Giovanni in Villa
La chiesa di San Giovanni in Villa (in tedesco St. Johann im Dorf) a Bolzano è una piccola chiesa in tardo stile romanico con elementi gotici, consacrata nel XII secolo, ma con la sua architettura attuale e gli affreschi risalenti al XIV secolo.

## Storia

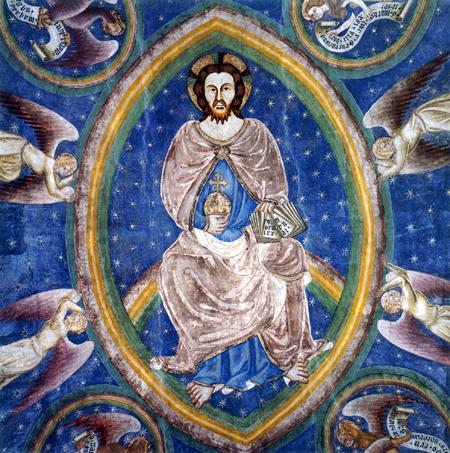
Affresco raffigurante Cristo in Maestà in mandorla

La chiesa è situata nello storico quartiere bolzanino di Dorf-Villa, a nord del centro e circondato da vigneti, e venne nominata per la prima volta nel 1180, in occasione della sua consacrazione da parte del vescovo Salomone di Trento, all'interno della cosiddetta Bozner Chronik. La zona viene talvolta presentata come già abitata in epoca romana e comunque nel primo medioevo. San Giovanni in Villa è più antica del duomo e fino alla sua costruzione la chiesa fungeva da centro della comunità cristiana. La chiesa è stata costruita in stile d'arte romanica, tuttavia nel XIV secolo la struttura è stata rinnovata con alcuni elementi gotici. L'ultimo intervento risale al XVII secolo.

## Interni
L'interno della chiesa è ricoperto di numerosi affreschi del XIV secolo realizzati in tre diverse fasi con influssi nordici e mediterranei giotteschi. Tra le raffigurazioni vi è Cristo nella Mandorla, gli apostoli, Scene della vita di Maria, di san Giovanni Battista e di san Giovanni Evangelista.